# Ivan Peršin
Ivan Peršin (* 25. ledna 1980 Archangelsk, Sovětský svaz) je bývalý ruský zápasník–judista.

## Sportovní kariéra
Zápasit začal v 11 letech v Brjansku pod vedením Alexandra Supruna. Vrcholově se připravoval v tréninkovém centru v Čeljabinsku pod vedením Vjačeslava Šiškina. V širší ruské seniorské reprezentaci se pohyboval od roku 2001 v polostřední váze do 81 kg. Na pozici reprezentační jedničky se prosadil v roce 2006 ve střední váze do 90 kg. V roce 2008 se třetím místem na mistrovství světa 2007 kvalifikoval na olympijské hry v Pekingu. Probojoval se do semifinále, ve kterém nestačil na Gruzínce Irakli Cirekidzeho a v souboji o bronzovou olympijskou medaili ho nepodrželi rozhodčí v zápase se Švýcarem Sergejem Aschwandenem. Obsadil páté místo. Sportovní kariéru ukončil po radikálních změnách pravidel v roce 2011.
Ivan Peršin byl pravoruký judista, představil staré ruské školy juda/samba – strhy, leg-grab, zalamováky blízko u těla.

### Vítězství
- 2006 – 1× světový pohár (Moskva)

## Výsledky
| Turnaj             | 1999             | 2000             | 2001             | 2002             | 2003             | 2004             | 2005             | 2006         | 2007         | 2008         | 2009         |
| Turnaj             | 19               | 20               | 21               | 22               | 23               | 24               | 25               | 26           | 27           | 28           | 29           |
| Turnaj             | polostřední váha | polostřední váha | polostřední váha | polostřední váha | polostřední váha | polostřední váha | polostřední váha | střední váha | střední váha | střední váha | střední váha |
| ------------------ | ---------------- | ---------------- | ---------------- | ---------------- | ---------------- | ---------------- | ---------------- | ------------ | ------------ | ------------ | ------------ |
| Olympijské hry     |                  | —                |                  |                  |                  | —                |                  |              |              | 5.           |              |
| Mistrovství světa  | —                |                  | —                |                  | —                |                  | —                |              | 3.           |              | —            |
| Mistrovství Evropy | —                | —                | —                | —                | —                | —                | —                | 1.           | 7.           | —            | 7.           |
| ME juniorů         | 2.               |                  |                  |                  |                  |                  |                  |              |              |              |              |